# Guido Bontempi

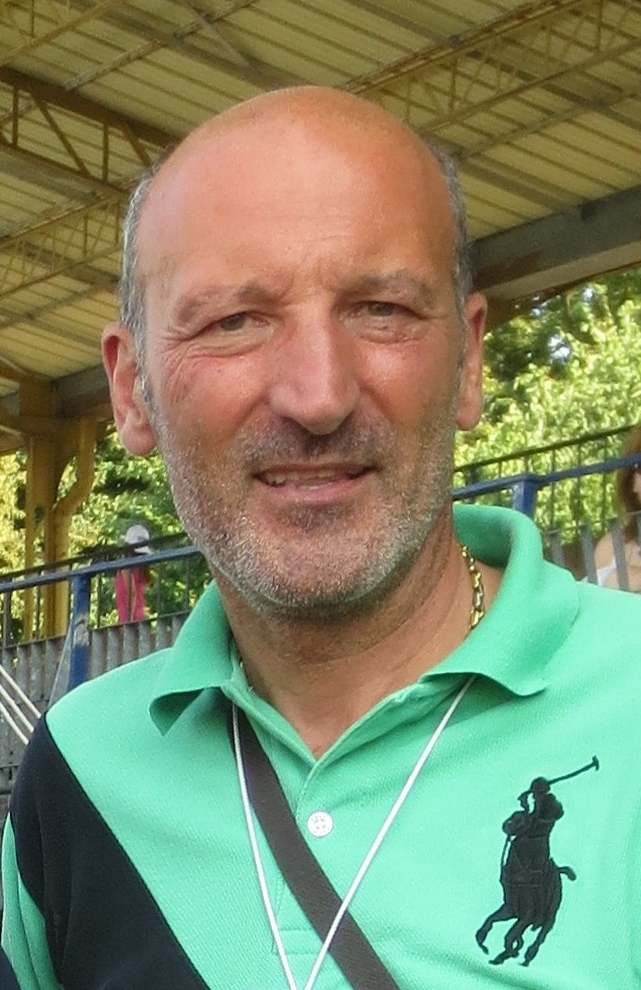
Guido Bontempi (2013)

Guido Bontempi (* 12. Januar 1960 in Gussago, Italien) ist ein ehemaliger italienischer Radrennfahrer. 
Er war Teilnehmer der Olympischen Sommerspiele 1980 in Moskau. Das Rennen Giro delle Tre Provincie gewann er 1980. 1979 und 1980 gewann er die Trofeo Papà Cervi. Seine Karriere als Berufsfahrer begann er 1981 und beendete sie 1995. Seit 1998 ist er als Sportlicher Leiter weiter im Radsport tätig.
Bontempi war ein Allrounder und guter Sprinter, der sowohl bei Eintagesrennen als auch Rundfahrten erfolgreich war. Er gehört zum erlesenen Feld derjenigen Fahrer, die bei den großen drei Landesrundfahrten Tour de France, Giro d’Italia und Vuelta a España Etappensiege feiern konnte. Aber auch bei klassischen Eintagesrennen wie Gent–Wevelgem oder Paris–Brüssel war er siegreich.
Bei der Tour de France 1987 erhielt er eine Zeitstrafe von zehn Minuten, weil er positiv auf Testosteron getestet worden war.

## Größte Erfolge
- Tour de France (6): 1986: 6., 22. & 23. Etappe; 1988: Prolog; 1990: 19. Etappe; 1992: 5. Etappe
- Giro d’Italia (16): 1981: 1. Etappe (Teil 2); 1982: 14. Etappe; 1983: 2. & 8. Etappe; 1984: 21. Etappe; 1986: , 7., 10., 11., 17. & 20. Etappe; 1987: 12. Etappe; 1988: 2. & 5. Etappe; 1992: 7. & 9. Etappe; 1993: 6. Etappe
- Vuelta a España (4): 1981: 1. & 3. Etappe; 1991: 10. & 15. Etappe
- Tirreno–Adriatico: 1983: 1. Etappe, 1984: Prolog
- Gent–Wevelgem: 1984, 1986
- Paris–Brüssel: 1986

## Teams

### Rennfahrer
- 1981–1983 Inoxpran
- 1984–1986 Carrera-Inoxpran
- 1987–1990 Carrera Jeans-Vagabond
- 1991 Carrera Jeans-Tassoni
- 1992 Carrera Jeans-Vagabond
- 1993 Carrera Jeans-Tassoni
- 1994–1995 Gewiss-Ballan

### Sportlicher Leiter
- 1998 Saeco
- 1999 Saeco-Cannondale
- 2000 Saeco-Valli & Valli
- 2001 Saeco Macchine per Caffé
- 2002 Saeco-Longoni Sport
- 2003–2004 Saeco
- 2005 Lampre-Caffita
- 2006–2007 Lampre-Fondital
- 2008–2009 Lampre